# 中村元樹 (作家)
中村 元樹（なかむら もとき、1980年4月3日 - ）は日本の放送作家。

## 経歴
- 京都府宇治市出身。O型。立命館大学卒業。
- 東京NSC9期生。お笑いコンビ「サヨナラダンス」で活動後、構成作家に転身。2019年、同期のしずる、ライス、サルゴリラとともにコントユニット「メトロンズ」に作家・演出家として参加。又吉直樹やEXIT、タカアンドトシの作家も担当する[1]。
- 「有吉の壁」や「EXITのアヤシイTV」などのTV番組の構成を務める。 16年にNETFLIX「火花」で脚本構成、17年には映画「火花」構成協力を務め、19年に脚本を務めた映画『逆位置のバラッド』がアジア・シネマ・アワード2020優秀長編映画賞を受賞。映画『透子のセカイ』はタイ国際映画祭最優秀長編映画賞を受賞し、第22回上海国際映画祭招待作品にも選ばれる。

## 人物
- 趣味は読書。好きな作家は町田康、筒井康隆、カート・ヴォネガットなど。
- 好きな球団は中日。

## 参加作品

### TV
「有吉の壁」構成　NTV
「EXITのアヤシイTV アチ〜の見つけました！」　TVH
「タカアンドトシ の北海道全力絶景」構成　 UHB
「北海道ゴハット」構成　UHB
「何でもない日」構成　　NTV
「金のツカミ」構成　NTV
「バズっChuLaTV 」　TOKYO MX
「おはスタ」構成　テレビ東京
「又吉ロマン」　KTV
「超頭脳トレード 又吉企画」　NTV

### ドラマ
「火花」　NETFLIX　脚本構成
「コントが始まる 23時のマクベス」　NTV・Hulu　脚本
「博士とナナタの遠くなる昨日」　TVS　脚本
「失恋不可避」原案・脚本
「向かいのアイツ」　BS松竹東急　脚本

### 映画
「火花」構成協力
「豆腐の角に頭ぶつけて生きる」脚本
「瞬間の流レ星」脚本
「冷たいキス」脚本
「逆位置のバラッド」※アジア・シネマ・アワード2020　優秀長編映画賞受賞
「透子のセカイ」※第22回上海国際映画祭招待作品・タイ国際映画祭最優秀長編映画賞受賞
「永遠の1分」脚本構成
「不変のアンスリウム」脚本
「くすぶりの狂騒曲」脚本

### アニメ
「がんばれ！長州くん」　NTV・Amazonプライム　脚本

### ラジオ
「サルゴリラのオールナイトニッポンゼロ」ニッポン放送　
「ハリセンボンのかっぽじ気分」JFN
他多数

### 舞台
「メトロンズ」演出
「TEAM NACS  Hiroyuki Morisaki AGRIman SHOW」演出
他多数

### その他
「TOBE HIGH SCHOOL」構成
NSC札幌校講師。